# Cuarta División de Inglaterra
La Cuarta División del fútbol en Inglaterra hace referencia a la cuarta categoría en el sistema de ligas del fútbol inglés. Inicialmente se estableció en  la temporada 1958-59, siendo denominada Football League Fourth Division. En 1992 con la nueva estructura del fútbol los clubes de la First Division pasaron a la nueva Premier League, por lo cual la Third Division se convirtió en la nueva cuarta división. Desde la temporada 2004-05 la nueva Football League Two pasó a ser la cuarta categoría, reemplazando a la Third Division.

## Football League Fourth Division (1958 - 1992)
| Temporada | Campeón                 | Subcampeón                      | Tercer ascenso                         | Play-Offs        |
| --------- | ----------------------- | ------------------------------- | -------------------------------------- | ---------------- |
| 1958–59   | Port Vale               | Coventry City                   | York City, Shrewsbury Town             |                  |
| 1959–60   | Walsall                 | Notts County                    | Torquay United, Watford                |                  |
| 1960–61   | Peterborough United     | Crystal Palace                  | Northampton Town, Bradford             |                  |
| 1961–62   | Millwall                | Colchester United               | Wrexham, Carlisle United               |                  |
| 1962–63   | Brentford               | Oldham Athletic                 | Crewe Alexandra, Mansfield Town        |                  |
| 1963–64   | Gillingham              | Carlisle United                 | Workington, Exeter City                |                  |
| 1964–65   | Brighton & Hove Albion  | Millwall                        | York City, Oxford United               |                  |
| 1965–66   | Doncaster Rovers        | Darlington                      | Torquay United, Colchester United      |                  |
| 1966–67   | Stockport County        | Southport                       | Barrow, Tranmere Rovers                |                  |
| 1967–68   | Luton Town              | Barnsley                        | Hartlepools United, Crewe Alexandra    |                  |
| 1968–69   | Doncaster Rovers (2)    | Halifax Town                    | Rochdale, Bradford City                |                  |
| 1969–70   | Chesterfield            | Wrexham                         | Swansea City, Port Vale                |                  |
| 1970–71   | Notts County            | Bournemouth & Boscombe Athletic | Oldham Athletic, York City             |                  |
| 1971–72   | Grimsby Town            | Southend United                 | Brentford, Scunthorpe United           |                  |
| 1972–73   | Southport               | Hereford United                 | Cambridge United, Aldershot            |                  |
| 1973–74   | Peterborough United (2) | Gillingham                      | Colchester United, Bury                |                  |
| 1974–75   | Mansfield Town          | Shrewsbury Town                 | Rotherham United, Chester City         |                  |
| 1975–76   | Lincoln City            | Northampton Town                | Reading, Tranmere Rovers               |                  |
| 1976–77   | Cambridge United        | Exeter City                     | Colchester United, Bradford City       |                  |
| 1977–78   | Watford                 | Southend United                 | Swansea City, Brentford                |                  |
| 1978–79   | Reading                 | Grimsby Town                    | Wimbledon, Barnsley                    |                  |
| 1979–80   | Huddersfield Town       | Walsall                         | Newport County, Portsmouth             |                  |
| 1980–81   | Southend United         | Lincoln City                    | Doncaster Rovers, Wimbledon            |                  |
| 1981–82   | Sheffield United        | Bradford City                   | Wigan Athletic, AFC Bournemouth        |                  |
| 1982–83   | Wimbledon               | Hull City                       | Port Vale, Scunthorpe United           |                  |
| 1983–84   | York City               | Doncaster Rovers                | Reading, Bristol City                  |                  |
| 1984–85   | Chesterfield (2)        | Blackpool                       | Darlington, Bury                       |                  |
| 1985–86   | Swindon Town            | Chester City                    | Mansfield Town, Port Vale              |                  |
| 1986–87   | Northampton Town        | Preston North End               | Southend United                        | Aldershot        |
| 1987–88   | Wolverhampton Wanderers | Cardiff City                    | Bolton Wanderers                       | Swansea City     |
| 1988–89   | Rotherham United        | Tranmere Rovers                 | Crewe Alexandra                        | Leyton Orient    |
| 1989–90   | Exeter City             | Grimsby Town                    | Southend United                        | Cambridge United |
| 1990–91   | Darlington              | Stockport County                | Hartlepool United, Peterborough United | Torquay United   |
| 1991–92   | Burnley                 | Rotherham United                | Mansfield Town                         | Blackpool        |

## Football League Third Division (1992 - 2004)
| Temporada | Campeón                    | Subcampeón        | Tercer ascenso   | Play-Offs           |
| --------- | -------------------------- | ----------------- | ---------------- | ------------------- |
| 1992–93   | Cardiff City               | Wrexham           | Barnet           | York City           |
| 1993–94   | Shrewsbury Town            | Chester City      | Crewe Alexandra  | Wycombe Wanderers   |
| 1994–95   | Carlisle United            | Walsall           | -                | Chesterfield        |
| 1995–96   | Preston North End          | Gillingham        | Bury             | Plymouth Argyle     |
| 1996–97   | Wigan Athletic             | Fulham            | Carlisle United  | Northampton Town    |
| 1997–98   | Notts County (2)           | Macclesfield Town | Lincoln City     | Colchester United   |
| 1998–99   | Brentford (2)              | Cambridge United  | Cardiff City     | Scunthorpe United   |
| 1999-00   | Swansea City               | Rotherham United  | Northampton Town | Peterborough United |
| 2000–01   | Brighton & Hove Albion (2) | Cardiff City      | Chesterfield     | Blackpool           |
| 2001–02   | Plymouth Argyle            | Luton Town        | Mansfield Town   | Cheltenham Town     |
| 2002–03   | Rushden & Diamonds         | Hartlepool United | Wrexham          | AFC Bournemouth     |
| 2003–04   | Doncaster Rovers (3)       | Hull City         | Torquay United   | Huddersfield Town   |

## Football League Two (2004-presente)
| Temporada | Campeón              | Subcampeón          | Tercer ascenso     | Play-Offs            |
| --------- | -------------------- | ------------------- | ------------------ | -------------------- |
| 2004-05   | Yeovil Town          | Scunthorpe United   | Swansea City       | Southend United      |
| 2005-06   | Carlisle United (2)  | Northampton Town    | Leyton Orient      | Cheltenham Town      |
| 2006-07   | Walsall (2)          | Hartlepool United   | Swindon Town       | Bristol Rovers       |
| 2007-08   | Milton Keynes Dons   | Peterborough United | Hereford United    | Stockport County     |
| 2008-09   | Brentford (3)        | Exeter City         | Wycombe Wanderers  | Gillingham           |
| 2009-10   | Notts County (3)     | AFC Bournemouth     | Rochdale           | Dagenham & Redbridge |
| 2010-11   | Chesterfield (3)     | Bury                | Wycombe Wanderers  | Stevenage            |
| 2011-12   | Swindon Town (2)     | Shrewsbury Town     | Crawley Town       | Crewe Alexandra      |
| 2012-13   | Gillingham (2)       | Rotherham United    | Port Vale          | Bradford City        |
| 2013-14   | Chesterfield (4)     | Scunthorpe United   | Rochdale           | Fleetwood Town       |
| 2014-15   | Burton Albion        | Shrewsbury Town     | Bury               | Southend United      |
| 2015-16   | Northampton Town (2) | Oxford United       | Bristol Rovers     | AFC Wimbledon        |
| 2016-17   | Portsmouth           | Plymouth Argyle     | Doncaster Rovers   | Blackpool            |
| 2017-18   | Accrington Stanley   | Luton Town          | Wycombe Wanderers  | Coventry City        |
| 2018-19   | Lincoln City (2)     | Bury                | Milton Keynes Dons | Tranmere Rovers      |
| 2019-20   | Swindon Town (3)     | Crewe Alexandra     | Plymouth Argyle    | Northampton Town     |
| 2020-21   | Cheltenham Town (1)  | Cambridge United    | Bolton Wanderers   | Morecambe            |
| 2021-22   | Forest Green Rovers  | Exeter City         | Bristol Rovers     | Port Vale            |
| 2022-23   | Leyton Orient F.C.   | Stevenage           | Northampton Town   | Carlisle United      |
| 2023-24   | Stockport County (2) | Wrexham             | Mansfield Town     | Crawley Town         |
| 2024-25   | Doncaster Rovers (4) | Port Vale           | Bradford City      | AFC Wimbledon        |

## Títulos por club
- 4 títulos: Chesterfield, Doncaster Rovers
- 3 títulos: Brentford, Notts County, Swindon Town.

- 2 títulos: Brighton & Hove Albion, Carlisle United, Gillingham, Lincoln City, Northampton Town, Peterborough United, Stockport County, Walsall.

- 1 títulos: Accrington Stanley, Burnley, Burton Albion, Cambridge United, Cardiff City, Darlington, Exeter City, Grimsby Town, Huddersfield Town, Luton Town, Mansfield Town, Millwall, Milton Keynes Dons, Plymouth Argyle, Port Vale, Portsmouth, Preston North End, Reading, Rotherham United, Rushden & Diamonds, Sheffield United, Shrewsbury Town, Southend United, Southport, Swansea City, Watford, Wigan Athletic, Wimbledon, Wolverhampton Wanderers, Yeovil Town, York City, Cheltenham Town F.C., Forest Green Rovers F.C., Leyton Orient F.C..